# Пам'ятник Григорію Сковороді (Бабаї)
Пам'ятник Григорію Сковороді — пам'ятник (погруддя) українському філософу та поету в селищі Бабаї на Харківщині, розташований на площі біля Бабаївського селищного будинку культури. Відкритий 22 вересня 2013 року. Автор монумента — скульптор Сергій Ястрєбов.

## Історія спорудження
Погруддя Григорію Сковороді урочисто відкрито в селищі Бабаї на Харківщині 22 вересня 2013 року в рамках культурно-мистецького свята «Сад пісень Сковороди». Розташоване на майдані біля Бабаївського селищного будинку культури (автор погруддя — скульптор Сергій Ястрєбов). Поряд із Бабаями знаходиться гідрологічна пам'ятка місцевого значення, відома як «Холодна Сковородинівська криниця (Джерело імені Г. С. Сковороди)». За легендою, мандруючий філософ сам викопав джерело, біля якого творив свої «Байки Харківські» і філософські трактати. Зупинявся мандрівний філософ у свого товариша по Київській духовній академії, священника Архангело-Михайлівської церкви Якова Правицького. Також зберігся будинок Панаса Панкова (Маєток Щербиніна, флігель, колишній будинок священика Я. Правицького), але перебуває у занедбаному стані.